# Јерменија на Светском првенству у атлетици на отвореном 2022.
Јерменија је учествовала на 18. Светском првенству у атлетици на отвореном 2022.  одржаном у Јуџину  од 15. јула до 25. јула, петнаести пут, односно учествовала је под данашњим именом на свим првенствима од 1993. до данас. Репрезентацију Јерменије представљао је један атлетичар која се такмичио у трци на 1.500 метара.,.
На овом првенству Јерменија није освојила ниједну медаљу, али постигнут је један најбољи лични резултат сезоне.

## Учесници
Мушкарци:
- Јерванд Мкрчјан — 1.500 м

## Резултати

### Мушкарци
| Атлетичар       | Дисциплина | Лични рекорд | Квалификације | Квалификације | Полуфинале           | Полуфинале           | Финале               | Финале       | Детаљи |
| Атлетичар       | Дисциплина | Лични рекорд | Резултат      | Место         | Резултат             | Место                | Резултат             | Место        | Детаљи |
| --------------- | ---------- | ------------ | ------------- | ------------- | -------------------- | -------------------- | -------------------- | ------------ | ------ |
| Јерванд Мкрчјан | 1.500 м    | 3:41,89 НР   | 3:42,37       | 14. У гр. 3   | Није се квалификовао | Није се квалификовао | Није се квалификовао | 39 / 40 (41) |        |